# وینسنت سیاتلی
وینسنت سیاتلی (انگلیسی: Vincent Seatelli؛ زادهٔ ۲۶ نوامبر ۱۹۷۱) بازیکن فوتبال اهل فرانسه است.